# Aleuron carinata
Aleuron carinata is een vlinder uit de familie van de pijlstaarten (Sphingidae). De wetenschappelijke naam van de soort werd in 1856 gepubliceerd door Francis Walker.

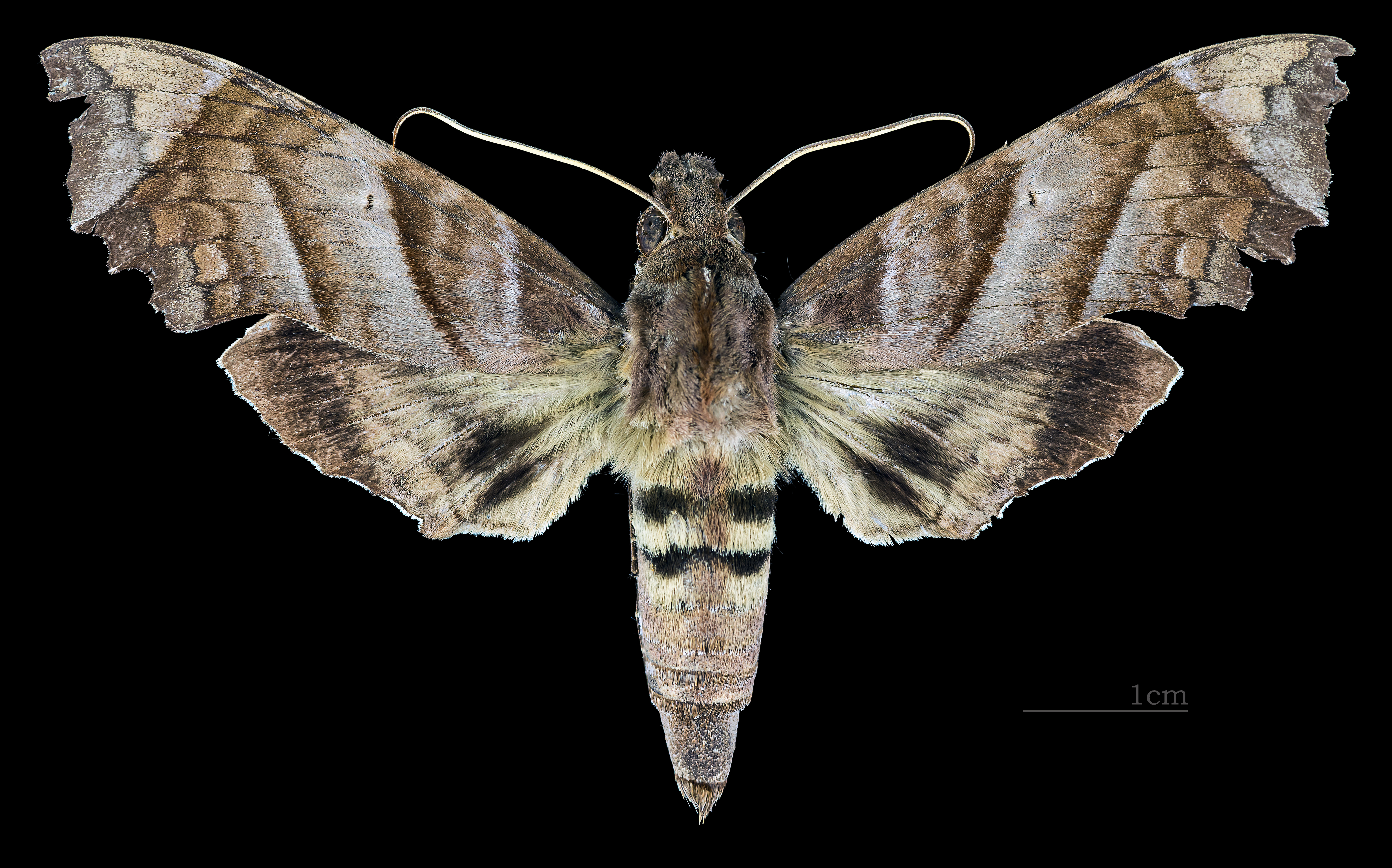
Aleuron carinata  ♀
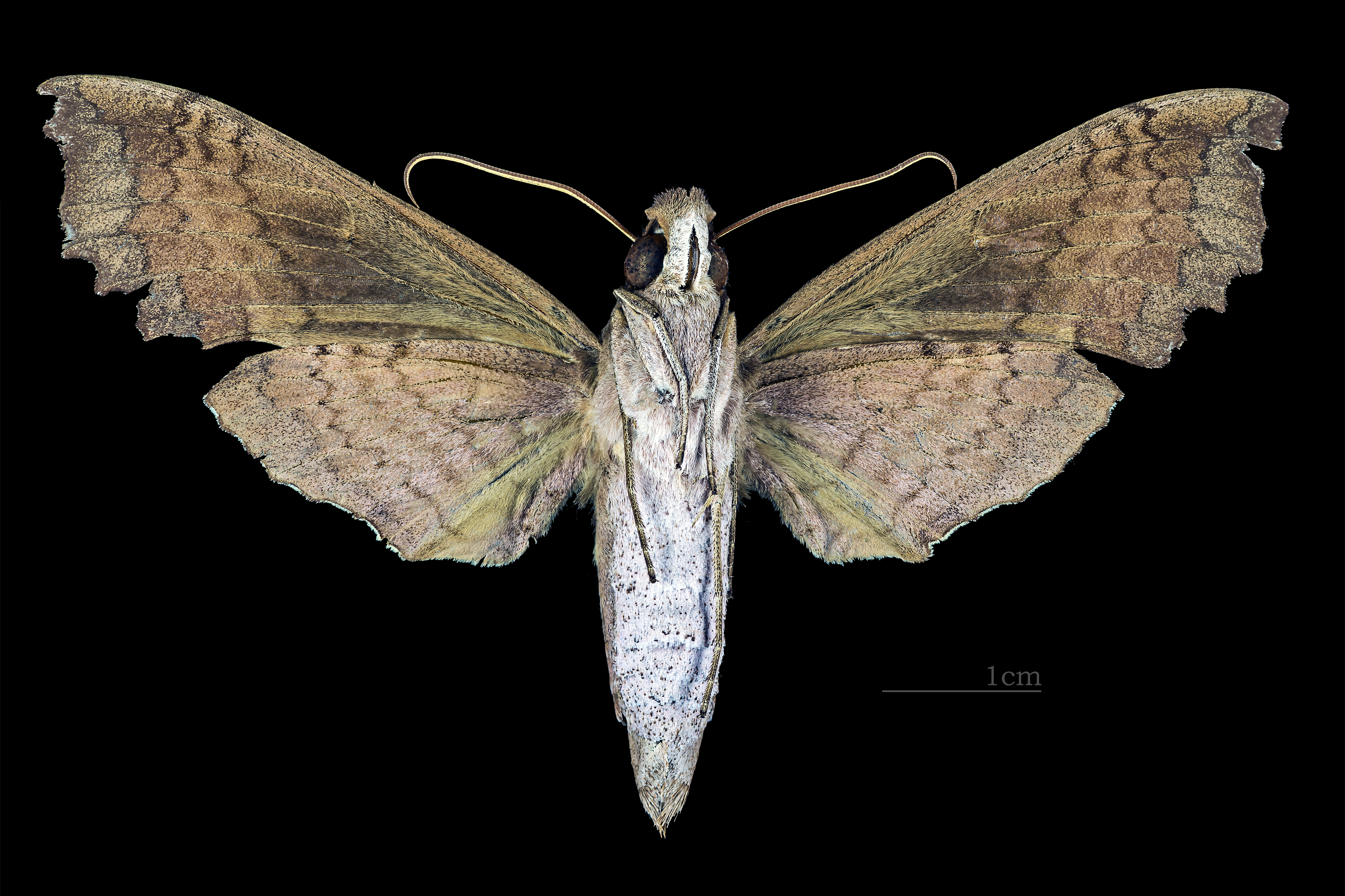
Aleuron carinata  ♀ △